# سباستین گوالوکو
سباستین گوالوکو (انگلیسی: Sebastián Gualco; ۲۶ آوریل ۱۹۱۲ – ۶ نوامبر ۱۹۹۲) بازیکن فوتبال اهل آرژانتین بود.
از باشگاه‌هایی که در آن بازی کرده‌است می‌توان به باشگاه ورزشی سن لورنسو آلماگرو، باشگاه فوتبال اتلتیکو هوراکان، و باشگاه فوتبال واندررز اشاره کرد.
وی همچنین در تیم ملی فوتبال آرژانتین بازی کرده‌است.